# Matthias Müller (Konzertveranstalter)
Matthias Johannes Müller-Strässler (* 20. Oktober 1964 in Basel; † 1. Juli 2016 in Münchenstein) war ein Schweizer Konzertveranstalter.
Müllers Karriere begann mit der Rheinknie Session, mit der er in den 1980er Jahren Jazz, Gospel und Blues zur Aufführung brachte. 1998 folgte ein Konzeptions- und Namenswechsel. Er begründete mit der AVO Session Basel, die später zur Baloise Session wurde, eine stilistisch offenere Reihe und hatte damit ein breiteres Publikum.
Müller initiierte einen Gönnerverein für sein Festival, in dem Privatiers und Wirtschaftsleute aktiv wurden und mit Investitionen dafür sorgten, dass Weltstars im Rahmen des Messe-Festsaals auftraten. Es gelang ihm, Künstler wie Chris de Burgh, Ray Charles, James Brown oder Die Fantastischen Vier nach Basel zu holen. Am 1. Juli 2016 erlag Müller einer schweren Krankheit und hinterliess eine Frau und zwei Söhne.